# Occidozyga laevis
Occidozyga laevis é uma espécie de anfíbio da família Ranidae.
Pode ser encontrada nos seguintes países: Brunei, Indonésia, Malásia, Filipinas, Singapura e Tailândia.
Os seus habitats naturais são: florestas subtropicais ou tropicais húmidas de baixa altitude, rios, rios intermitentes, pântanos, marismas intermitentes de água doce, lagoas costeiras de água doce, terras aráveis, pastagens, jardins rurais, áreas urbanas, áreas de armazenamento de água, lagoas, lagoas para aquicultura, terras irrigadas, áreas agrícolas temporariamente alagadas e vegetação introduzida.